# تارزان به هند می‌رود
تارزان به هند می‌رود (انگلیسی: Tarzan Goes to India) فیلمی در ژانر ماجراجویی به کارگردانی جان گیلرمین است که در سال ۱۹۶۲ منتشر شد.
این فیلم در هند تصویربرداری شد و در آن سه هنرپیشه معروف بالیوود نیز هنرنمایی کردند. با این حال، فیلم در گیشه موفق نبود و ۱۷۸۰۰۰ دلار آمریکا زیان نمود.

## بازیگران
- جاک ماهونی
- لئو گوردون
- فیروز خان
- سیمی گریوال
- مُراد
- مارک دِینا
- پیتر کوک
- دنیس باستین
- عباس‌خان
- سانجای‌خان